# 王甫 (三国)
王甫（?—222年），字国山，益州广汉郪县人（今四川中江）。东汉末及三国时蜀漢官员。

## 生平
好人流言議。劉璋為益州牧時，為州書佐。劉備攻取益州後，被任命為緜竹令，還為荊州議曹從事。章武2年（西元222年）王甫隨劉備征吳，軍敗於秭歸，遇害。

## 家庭

### 子
- 王祐，有父風，官至尚書右選郎。[2]

### 從兄弟
- 王士，字義強，三國時期蜀漢將領。
- 王商，字文表，[3]曾為劉璋辟為治中，代理蜀郡太守。

## 评价
- 杨戏《季汉辅臣赞》：“国山休风，永南耽思；盛衡、承伯，言藏言时；孙德果锐，伟南笃常。德绪，义强，志壮气刚。济济修志，蜀之芬香。”
- 常璩《华阳国志》：“李、王四子，并作琳琅。”“诜诜彦造，或哲或友。昭德音芳，垂名厥后。”

## 艺术形象

### 三國演義
《三国演义》裡为关羽部属，随军司马。羽攻打襄阳时，提醒关羽荆州的守备令人不安。后羽逃出麦城后，他据守麦城，闻吴兵在城下，将关公父子首级招安。王甫、周仓大惊，急登城视之，果关公父子首级也。王甫大叫一声，堕城而死。

### 影视形象
- 1994年电视剧《三国演义》：迟重根饰演王甫